# Kharawela

Kharawela (209 p.n.e. – po 170 p.n.e.) – trzeci król Kalingi z dynastii Chedi, wielki zdobywca i propagator dżinizmu. 
W trakcie licznych i zwycięskich wypraw umocnił przewagę Kalingi na terytoriach od Gangesu do przylądka Komoryn. Największym militarnym osiągnięciem Kharaweli było, w ósmym roku panowania, pokonanie i zmuszenie do opuszczenia Magadhy wojsk króla Greków baktryjskich Demetriusza I. 
W pierwszym roku panowania wzmocnił fortyfikacji stolicy Kalingi. W piątym roku odnowił akwedukt zbudowany 300 lat wcześniej. Natomiast w dwunastym roku sprowadził z Pataliputry statuę dżinijską, którą wcześniej wywiózł król Mahapadma Nanda.
W trzynastym roku panowania Kharawela abdykował na rzecz swojego syna Kudeparisiego.